# Konoider

Den hyperboliska paraboloiden z=xy är en konoid med x-axeln som sin axel.

Konoider (grekiska) är ytor, som genereras av en rät linje, generatrisen, som glider på en rät linje, kallad axel, och en kurva, direktrisen, samtidigt som den hela tiden är parallell med ett plan, som ej är parallellt med axeln. Om direktrisen är en cirkel, får man en konliknande figur med en kam istället för en spets.
En konoid kan representeras av parametriska ekvationer
x = v⋅cos u + l⋅f(u),
y = v⋅sin u + m⋅f(u),
z = n⋅f(u)
där {ℓ, m, n} är en vektor som är parallell med axeln av konoiden och ƒ(u) är någon funktion. 
Om ℓ = m = 0 och n = 1, är konoiden en högerkonoid.

### Allmänna källor
- Bra Böckers lexikon, 1976